# Kurt König Group
Die Kurt König Baumaschinen GmbH ist ein europaweit agierendes Unternehmen in der Bau- und Baumaschinenbranche mit Stammsitz in Einbeck. Das 1932 in Nordhausen gegründete Handelshaus ist spezialisiert auf den Verkauf, die Vermietung und Instandhaltung von Baumaschinen und Baugeräten. Heute arbeiten ca. 460 Mitarbeiter für das Familienunternehmen. Die Kurt König Gruppe wird in dritter Generation vom geschäftsführenden Gesellschafter Kurt König, dem Enkel des Firmengründers, geleitet.

## Geschichte
Der Ursprung der Unternehmens lag in Nordhausen. 1932 gründete der Kaufmann Kurt König zu Zeiten der Weltwirtschaftskrise einen Baugerätehandel. Zu Beginn des Zweiten Weltkrieges erwarb König die Gerlach Werke, einen Stahl-Produktionsbetrieb, da Neugründungen zum damaligen Zeitpunkt nicht möglich waren. Bis 1939 folgten Niederlassungen in Breslau, München, Mannheim und Hagen. Unmittelbar nach dem Kriegsende 1945 wurde das Unternehmen nach Einbeck verlegt und der Grundstein für die heute bestehende Kurt König Baumaschinen GmbH gelegt. Die Nachkriegsjahre waren geprägt von Wiederaufbau und Wirtschaftswunder und im Jahr 1962 gründete Kurt König die Gerlach Werke als eigenständiges Unternehmen. Das Handelshaus entwickelte sich infolgedessen kräftig weiter und wuchs stetig. 1976 starb der Firmengründer unerwartet. Seine Frau Ilse König, die schon seit den Gründerjahren eine tragende Rolle ausübte, übernahm die Unternehmensführung. Der gemeinsame Sohn und Volkswirtschaftler Wolfgang König wurde infolgedessen Geschäftsführer der Gerlach Werke (Geschäftsführer der Gerlach-Werke GmbH in Homburg wurde Karl Sandgänger). Nach der deutschen Wiedervereinigung reaktivierte das Unternehmen alte Kundenkontakte und baute innerhalb kürzester Zeit Niederlassungen in den neuen Bundesländern auf, die das Geschäftsgebiet in der Mitte Deutschlands ergänzen. Heute bestehen neben dem Stammsitz in Einbeck Standorte in Göttingen, Wolfsburg, Braunschweig, Hannover, Gießen, Hildesheim, Kassel, Magdeburg, Nordhausen und Sangerhausen. Seit 1988 ist das Unternehmen autorisierter Vertriebs- und Servicepartner für Liebherr. Dies umfasst den Vertrieb des kompletten Sortiments aus dem Liebherr-Erdbewegungsbereich sowie den Kundendienst. 1999 erfolgte die Gründung einer Tochterfirma in Polen, 2004 in Lettland und 2005 in Litauen. Am 18. Juli 2016 übernahm Kurt Alexander König, der Enkel des Gründers, die Unternehmensführung von seiner Großmutter.

## Innovationen
2018 wurde das Startup „kurts toolbox“ gegründet. Dieses vermietet Werkzeuge und kleine Baumaschinen per App und ist Teil der Sharing Economy. Die Weltneuheit wurde im März 2018 auf dem Mobile World Congress in Barcelona vorgestellt. Die erste Station eröffnete im Sommer 2018 in Einbeck. Weitere Standorte folgten in Stade, Vilnius, Bern und Hamburg. Mit dieser Innovation treibt das Unternehmen die Digitalisierung des Geschäftsmodells und Kerngeschäfts voran. Das Unternehmen wurde dafür u. a. dem Digital Champions Award der Telekom sowie dem Siegel "Digitaler Ort" vom niedersächsischen Wirtschaftsministerium ausgezeichnet. 
2019 wurde das Design und Innovationslab Vioki gegründet, welches die digitale Transformation im Unternehmen vorantreibt.
Im April 2022 eröffnete das Unternehmen seinen sogenannten "Innovationsstandort" in Göttingen. Der architektonisch progressive Neubau ist technologisch für einen "24/7" Betrieb ausgelegt, der durch Self-Checkout-Kassen und Zugangsterminals gewährleistet werden soll.